# 石田力三
石田 力三（いしだ りきぞう、1930年 - 没年不詳）は、日本の水産環境研究者、農学博士。アユに関する研究が有名。

## 経歴
1930年（昭和5年）静岡県天竜市に生まれる。1954年（昭和29年）東京大学卒。その後大学院に進み、1960年（昭和35年）に「アユの産卵場の構造とその産卵習性に関する研究」で農学博士。そのまま大学の研究室にしばらく在籍したのち、1963年（昭和38年）より水産庁水産研究所に入る。研究官、研究室長などを歴任するかたわら、NHKの番組「趣味講座」の「釣り入門」「釣り専科」の講師も担当。
1990年（平成2年）4月からは北里大学水産学部の講師に。また同年6月より株式会社水産環境研究所の総合顧問に就任。農林水産省、国土交通省、環境省関連の委員会などで、自然環境保全などに関する委員長・アドバイザー等として活躍した。

## 著書
- 「図解どじょう養殖の新技術」（鈴木亮との共著、泰文館、1964）
- 「養魚学各論」（川本信之編、共著、恒星社厚生閣、1967）
- 「養魚講座　第3巻　鮎」（共著、緑書房、1968）
- 「養魚講座　第5巻　ヘラブナ、ドジョウ スッポン、ブラックバス」（共著、緑書房、1969）
- 「養殖種苗の上手な作り方育て方 淡水編」（共著、日本養殖新聞社、1971）
- 「淡水魚養殖相談」（共著、農山漁村文化協会、1975）
  - 「淡水魚養殖相談 改訂第2版」（共著、農山漁村文化協会、1987.9）
- 「特用水産養殖ハンドブック」（共著、地球社、1979.12）
- 「淡水にすむ魚たち」（PHP研究所、1984.10）
  - 「淡水にすむ魚たち」（農山漁村文化協会、1989.5）
- 「アユ その生態と釣り：アユのすべてがわかる本」（つり人社、1988.7）